# アリス イン ナイトメア
アリス イン ナイトメア（American McGee's Alice）は、2000年10月6日にエレクトロニック・アーツより発売された3Dホラーアクションアドベンチャーゲーム。ルイス・キャロルの『不思議の国のアリス』『鏡の国のアリス』を原作とし、これらの後日談として描かれている。デザインや雰囲気は原作を元にホラー要素を加えたアレンジが施されており、ディズニーアニメーション版アリスのような明るい雰囲気は皆無である。原作に含まれる不条理性を強く意識したものとなっており、心を病んだまま成長したアリスの、トラウマ克服のための冒険譚として描かれている。当時のE3において、映画監督のスティーヴン・スピルバーグが注目した事でも話題となった。
Microsoft Windows版とApple Macintosh版があり、日本語版はWindows版が2001年1月25日、Macintosh版が2002年3月21日に発売され、またWindows版は2004年3月18日にベスト版が発売されている。2007年3月1日には、Aspyr Media社よりMacintosh版のUniversal Binaryアップデータがリリースされた。
ちなみに、発売日の10月6日は「不思議の国のアリス」に登場した帽子屋の帽子に添えられている「10/6」というカードの数字からきているものと思われる（ただし帽子屋の10/6は10シリング6ペンスの意味）。
2011年7月21日には続編「アリス マッドネス リターンズ」が発売された。

## 制作
メインディレクターは『Doom II』や『Quake』シリーズのデザインを手がけたアメリカン・マギー (American McGee) 。作曲はNine Inch Nails創設期のメンバー、クリス・ブレナ(Chris Vrenna)が担当。またゲームにはマギーがプログラマとして携わった『Quake III』のエンジンが使用されている。ゲーム開発時、原作の本を元に制作したかったため、スタッフにディズニーアニメーションの不思議の国のアリスを見ないよう言ったと言われている。
2009年2月に「Alice: Madness Returns (アリス マッドネス リターンズ)」という続編の開発決定が報じられ、動画が公開されていたが、これはファンが作った非公式のものであるとAmerican McGeeが公表した。しかし2010年、続編の制作が決定され、アリス マッドネス リターンズ という名称で続編が発表されている。アリス マッドネス リターンズは2011年6月に欧米で発売、日本語版は7月に発売された。CEROはZ。特典として前作AINのプロダクトコードが封入されるが、Xbox 360版のみ封入される(英語版)。このAINはXboxのオンラインマーケットで800円で発売されていたが、後に無料配信に変わった。なお、PS3版の特典はサウンドトラックである。
2000年に映画化の報道がされ、2005年にはサラ・ミシェル・ゲラーが主演と決定した旨の報道もされた。しかし、2017年4月現在も未だに実現していない。

## ストーリー
不思議の国と鏡の国の冒険を終えたアリス。二つの冒険のあとも、幼いアリスはたびたび夢の中で帽子屋や白ウサギと出会い、奇妙なお茶会を楽しんでいた。
その興奮も冷めやらぬある日、アリスの家が原因不明の火事に遭い全焼、同時に両親と姉を亡くしてしまう。その事件以来アリスの心は重く閉ざされ、ラトレッジ精神病院に史上類を見ないほどの重症患者として入院する。
それから10年後。アリスは18歳になったが、未だ監獄のような薄暗い病室の中にひとりウサギのぬいぐるみを抱いて眠る日々が続いていた。ところがそんなある日、ウサギのぬいぐるみが突如として意思を持ったかのようにアリスに助けを求める。
再びアリスは不思議の国へ赴くが、既にそこはあの時のようにワクワクが待っている場所ではなかった。
血の付いたナイフをにぎりしめ、アリスは小さな決心をする。
もう一度、美しい不思議の国を取り戻そう―――と。

## キャラクター
※声は、日本語版のもの。
アリス
声:小林優子
本作の主人公。18歳。火事で家族を失ったショックで心を病み、10年間もラトレッジ精神病院に入院していた。今作に登場する荒廃した不思議の国は、かつてのアリスが訪れた世界ではなくあくまで彼女の心の象徴、すなわち彼女の精神世界であり、アリスの心がいかに荒んでしまったかを物語っている。病んでしまった心を克服し、不思議の国に再び平和を取り戻そうと懸命に武器を振るい戦う。不思議の国の中では非常にクールかつ冷徹な性格であり、現実世界におけるとのギャップが顕著である。
ゲームのパッケージではアリスはナイフを持っているが、本編ではそれ以外にも多数のおもちゃ（このゲームにおける武器）がある。

### 不思議の国の住人達
不思議の国の荒廃によって、住人達もみな恐ろしい姿に変貌している。アリスに協力するものもいれば敵対するものもいる。
チェシャ猫
声:大友龍三郎
アリスの協力者。白ウサギに置いて行かれ困ったアリスに対し、ところどころで現れて助言やヒントを与えてくれる。また初期設定でCキーを押すと呼び出すことができるが、こちらの内容はほとんどが単なる皮肉や格言である。原作同様笑っているものの、全身に刺青、右耳にはピアスをしており、設定上拒食症らしく痩せていて、原作の面影はほとんどない。
白ウサギ
声:中村秀利
大人になったアリスに助けを求め、アリスを再び歪んだ不思議の国へと導いた。常に急いでいるためアリスを置いていってしまう事も少なくない。原作とは違い、かなり怖い顔をしている。
ウミガメ
涙の池で泣いている亀。原作ではニセウミガメという名で登場。公爵夫人に甲羅を取られた上に、スープにされかけた。涙の川にてアリスに甲羅を取り返してほしいと頼む。甲羅を取り返した後は、水中神殿というステージの案内をしてくれる。水中神殿を抜けることが出来ると、甲羅をもらうことができる。原作同様顔は牛で、体は二足歩行の亀。
ビル・マクギル
公爵夫人に仕えるトカゲ。本編ではカメレオンのような姿をしており、公爵夫人を好んではいない。なお原作では白ウサギに仕えている。
トロール・エルダー
本編でアリスに小さくなる薬を作ってくれる小人の老人。
イモムシ
声:坂東尚樹
キノコだらけの森に居る大きなイモムシ。アリスが何をすべきか知っている唯一の住人であり、アリスに大きくなるためのキノコの在処を教えてくれた後も声でアリスを導く。原作同様キノコに座っており水パイプを吸っている。
白の王
声:中村秀利
チェスの国、白の王城にいる王。赤の軍に白のクイーンを取られ、アリスに助けを求める。城内には赤の軍が大量に迫ってきている。アリスにポーンをわたして赤の王を倒すように言う。
ヤマネ（眠りネズミ）
帽子屋に改造されてしまったネズミ。拷問を受けているが、おっとりした眠そうな声でアリスを迎える。帽子屋は自分たちにお茶を飲ませないことを喜んでいる、と思っている。
三月ウサギ
声:坂東尚樹
ヤマネと同じく帽子屋に改造されたウサギ。アリスに助けを求めるが、直後に妙なナゾナゾを出してくる。こちらもヤマネと同様に拷問を受けているが、二人とも最後まで助けることはできない。
グリフォン
声:中村秀利
帽子屋に捕らえられているのをアリスに助けてもらう。そのお礼にアリスを助けジャバウォックの杖の部品をそろえてくれるが、後にジャバウォックによって倒されてしまう。
ハンプティ・ダンプティ
ただ座っている。壁から落ちたらしく、割れた頭に触れては悲鳴をあげている。近くを探るといいことが。
トロールたち
炭鉱に住む奴隷。女王を恐れており、みな戦う気力を失くしている。トロールエルダー以外のトロールは、一様に光る珠を背負っている。
狂気の子
本作オリジナルのキャラクター。ガッコウや精神病院にいる狂った少年たち。ヘッドギアをしていたり頭に釘が刺さっていたりと、バリエーションは多い。狂ったような行動ばかりしており、会話することはできない。基本的に無害だが、帽子屋によってロボットへと改造された狂気の子は敵として襲ってくる。アリスが現実世界で見た精神病患者の姿が元になっている。製作者のアメリカン・マギーによれば、アリスと同じく不思議の国を救おうとして失敗してしまった子どもたちの成れの果てだという。

#### 敵キャラクター
トランプ兵
女王に仕える、ゲームの最初から最後まで出てくる敵。スートにちなんだクラブ、ダイヤ、スペード、ハートの4種類がおり、この順番で強い。それぞれのスートをかたどった槍を持っており、クラブ以外のトランプ兵はそこから弾を飛ばして攻撃してくる。
公爵夫人
声:滝沢久美子
海亀の甲羅を持っている為敵となり、戦うことになる。アリスに生きているうちには帰さないと言うが、逆にアリスに死を宣告される。攻撃はコショウを飛ばしたり、ブタのような爆弾を飛ばしてくる。あまり近くにいるとかじられてしまう。
ムカデ
大きくなるためのキノコを守っている。時折小さな虫を飛ばしてきたり、毒を飛ばしてくる。弱点があり、そこ以外への攻撃はほとんど効かない。
赤の王
白のクイーンを取り返すため戦うこととなる。キングなので一歩ずつしか動けない。ビームを出したり、殴りかかってくる。
トゥイードル・ディーとトゥイードル・ダム
二人一組で襲ってくる。大きな方がディー、小さな方がダム。飛んできて上から踏みつぶしてきたり、腹から分身を出してくる。アリスの認識においては現実の精神病院の雑役夫とこの兄弟が同一視されているらしく、そのことをにおわせるセリフを言う。
帽子屋
中盤あたりで出てくる敵。「帽子屋は6時に来るよ、6時きっかりに」という言葉通り、6時になると時計から出てきてアリスに襲いかかる。また12時になって時計に戻ると、クロックワーク（ロボット）を2体出してきてアリスを攻撃させる。
ジャバウォック
アリスとの戦闘は2回。1回目は途中でグリフォンが助けに来てくれるが、2回目の戦闘前にグリフォンがやられてしまうので戦うこととなる。炎での攻撃は恐ろしく強く、また飛んでいるので攻撃が当たりにくい。ゲーム中最強の敵であることは間違いなく、難易度次第では悪夢のような強さで多くのプレイヤーを悩ませた。
ハートの女王（赤の女王）
声:滝沢久美子
本作のラスボス。不思議の国を狂わせた元凶。ゲーム内では「赤の女王」と呼ばれている。アリスの心の傷を最も端的に象徴する敵で、その姿はアリス本人に瓜二つである。第一形態はすばやい動きとレーザー攻撃や壁にぶつける攻撃などでアリスを苦しめる。第二形態、真の姿はあまりに巨大であり、アリスは暗闇に浮く足場の上で女王と戦うこととなる。

## おもちゃ
おもちゃとは本編における武器のこと。場所に合わせて上手く使いこなせればゲームを有利に進めることができる。ナイフ、クロッケー（打撃のみ）以外の武器は勇気が減るが、それ相応の威力が期待できる。
ナイフ
ゲーム序盤で手に入れることが出来る基本の武器。プライマリ（メイン）攻撃では切りつけ、セカンダリ（サブ）攻撃はナイフを投げつける。どちらも勇気を消費しない攻撃だが、ナイフを投げると一時的に武器がない状態になってしまう。投げナイフは返ってくるのが遅く連射することはできないが、想像以上に遠くまで正確に飛び、意外と強い（簡単モードのトランプ兵なら一発で倒せる程度）。ナイフ縛りという縛りプレイが存在する。
トランプ
ナイフの次に入手できる。プライマリは1枚ずつ投げつけ、セカンダリは9枚ほどを一気に投げる。ノックバック効果があり、敵をやや下がらせる。連射可能、ロックしていれば追尾機能がつく、と使い勝手は良い反面攻撃力はかなり低く、敵を倒す前に勇気がなくなってしまうことが多々ある。
クロッケーの木槌
「クロッケーの木槌がこん棒になるのはどんな時？答え、君が敵を打ちのめしたとき」チェシャ猫の言うとおり、打撃武器として登場。勇気を消費せず、さらにナイフよりも早く打撃が出来る。セカンダリは勇気を使いボールのようなものを敵に撃つ。ボールは壁や床に当たると跳ね返るため動きが予測しづらいが、敵に当たるか時間が過ぎるまでマップ上に残ってくれる。
びっくり箱ボム
公爵夫人と戦う寸前にゲットできる（ゲットすると公爵夫人が出てくる）。プライマリは投げるとすぐに爆発、セカンダリは長い時間炎を吐きながら回転し、その後爆発する。この爆発は、爆心地にいるほどダメージが大きい。なお爆発、炎はアリスもダメージを受け、さらにこの爆弾に当たって燃えた敵に触るとアリスにも火が点く。
アイスワンド
プライマリは杖の先から冷気を出し続ける。近距離だと高威力だが離れると弱くなり、また勇気の消費量が多いため多用は禁物である。ただし、大きいメタエッセンス（回復アイテム）を出すブージャムとは相性が良い。セカンダリは氷の壁を作って敵からの攻撃をしばらくの間防ぐことができる。この攻撃で倒された敵は氷像となる。
ジャック
鏡映というステージでゲットすることが出来る。マキビシのような武器で、プライマリは投げると壁や天井、床に反射して敵に何度も襲いかかる。簡単モードなら、ほとんどの敵はこれ一発で倒せる。勇気の消費量も少なく、閉所だと強い力を発揮する。ただし、飛んでいる敵には当たりにくい、敵との間に穴や壁があるとジャックが引っかかって攻撃できないという欠点もある。セカンダリは全部一気に投げつけ、敵を強く吹き飛ばす（ノックバック効果）。プライマリもセカンダリも、一度投げると手元になかなか戻ってこない。本来の使い方についてはジャックス (遊び道具)を参照。
悪魔のサイコロ
アリスと一緒に戦ってくれる悪魔を召喚することが出来るサイコロ。持っている数によって召喚できる悪魔が変わり、1個ならばガーゴイル、2個ならガーゴイルかレッサーデーモン、3個ならガーゴイルかレッサーデーモンかキングデーモンがランダムに召喚される。プライマリ・セカンダリともに攻撃方法は同じ。狭くてゲートが展開できなかったり、サイコロが踏まれたときには召喚失敗となり、消費した勇気が戻って来る。またボスステージでは召喚することができず、敵のいないところで召喚すると悪魔に襲われる。なお、上位悪魔は死亡時にメタエッセンスを出す。
ジャバウォックの目玉の杖
3つの部品すべて集めると完成する武器。通常武器の中では最強を誇る。最後の部品は武器名どおりジャバウォックの目玉。プライマリはビームを放ち、最後に爆発するエネルギー弾を発射するが、撃つためにはボタンを長く押していなくてはならない。爆発はアリスもダメージを受けるため、接近戦での使用は注意が必要。勇気の消費量も大。セカンダリはボタンを押し続ける間地面に杖を突き立て、離したときにエネルギー弾を空に向かって打ち出す。このエネルギー弾は、数秒経つと照準付近の敵へと落下してくる。照準付近に敵がいなかったり、敵の数よりも明らかに多いエネルギー弾を発射した場合、アリスに向かって攻撃が落ちて来る。
らっぱ銃
本編最強の武器。隠し武器であり、通常方法では最終戦でしか入手できない。勇気メーターをすべて消費して、弾の当たった付近の敵を一掃する。撃った後は反動でアリスがひっくり返り、スキができる。プライマリ・セカンダリともに攻撃方法は同じ。
不思議な時計
時間を止めることが出来る時計。もちろんボスには通用しない。時間が止まっている間に敵を攻撃することが出来るのだが、時間が止まっている間はどんなに攻撃しても敵は死なない。時間が動き出すと死ぬ。プライマリ・セカンダリともに同じ。ちなみに1度使用すると、約6分間使えなくなる。

### 特殊なもの
戦いを有利にさせるものがある。ときにはアリスの風貌が変わるものも。
怒りの箱
赤い箱のような形をしている。近づくと赤い霧のようなものがアリスを包み込み、アリスもうめき声を上げてしまう。その後アリスの見た目が悪魔のような外見へと変わり、一定時間アリスの攻撃力が上がる。防御力は変わらず、無敵ではないため注意。　
グラスホッパーティー
バッタ型ティーポット。飲むと一定時間アリスの移動速度、ジャンプ力があがる。名前に「グラスホッパー」とついている通り、アリスはバッタのような姿になる。
暗き手鏡
ハートのような形をした手鏡。これを覗くとアリスは一定時間姿が見えなくなる。これをひろうとアリスは手鏡を手にとって、髪の毛をとかすという仕草をする。